# Bayerischer Turnverband

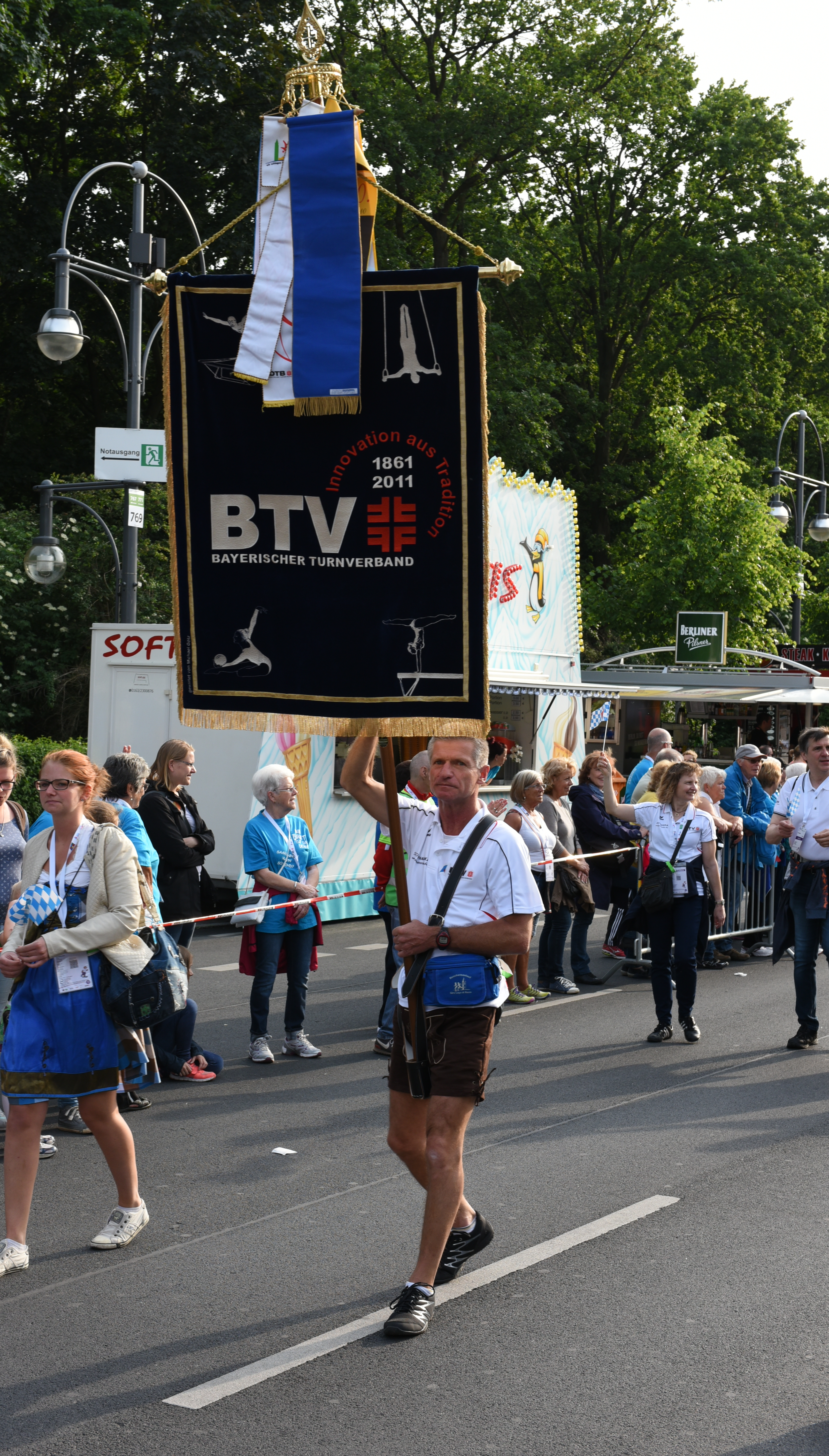
Der Bayerische Turnverband beim Internationalen Deutschen Turnfest 2017.

Der Bayerische Turnverband e. V. ist als zweitgrößter Fachverband Bayerns für Breiten- und Wettkampfsport-Turnarten, als auch für die Bereiche Freizeit- und Gesundheitssport zuständig. Ausgenommen hiervon ist der Bereich Turnspiele, für den sich der Bayerische Turnspiel-Verband verantwortlich zeigt. Er hat seinen Sitz in München.

## Gliederung
Der Bayerische Turnverband ist in sieben Bezirke, die den Bayerischen Regierungsbezirken entsprechen, und 26 Turngaue untergliedert.

### Turnbezirke und Turngaue
Der Turnbezirk Oberbayern gliedert sich in die Gaue Amper-Würm, Donau-Ilm, Inn-Chiem-Rupertigau, München, Oberland und Wendelstein.
Der Turnbezirk Niederbayern besteht aus den Turngauen Donau-Wald, Landshut und Unterdonau, der Turnbezirk Oberpfalz aus den Turngauen Oberpfalz-Nord und Oberpfalz-Süd. Die Turngaue Bayreuth-Kulmbach, Coburg-Frankenwald, Fichtelgebirge-Nordoberfranken und  Südoberfranken bilden den Turnbezirk Oberfranken, der Turnbezirk  Mittelfranken beinhaltet die Turngaue Ansbach, Nürnberg-Fürth-Erlangen und Schwabach, der Turnbezirk Unterfranken die Gaue Main-Spessart, Rhön-Saale, Schweinfurt und Würzburg. Der Turnbezirk Schwaben wird aus den Turngauen Allgäu, Augsburg, Iller-Donau und Oberdonau gebildet.

### Sportliche Gliederung
Sportlich gliedert sich der BTV in drei Bereiche. Dies sind:
- Der olympische Turnsport mit den Sportarten Gerätturnen, Trampolinturnen und der rhythmischen Sportgymnastik.
- Der wettkampforientierte Turnsport mit den Sportarten Gymnastik und Tanz, Orientierungslauf, Rope Skipping, Rhönradturnen, TeamGym, Wettkampf-Aerobic und die turnerischen Mehrkämpfe und Turnerjugendwettkämpfe.
- Der Bereich Turn-, Fitness und Gesundheitssport mit den Fachgebieten Gesundheits- und Präventionssport, Fitness und Aerobic, Kinderturnen, Wandern und Natursport, Jugend und junge Erwachsene und Sport für Ältere.